# لواء القويسمة

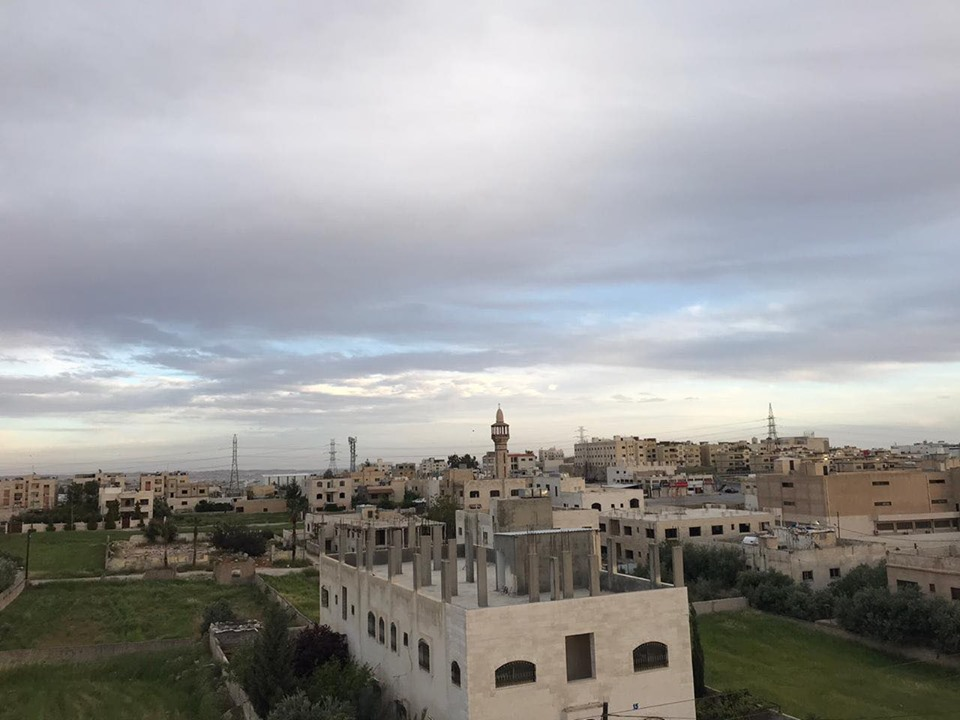
أحد الأحياء السكنية لمنطقة الرجيب في لواء القويسمة عمان

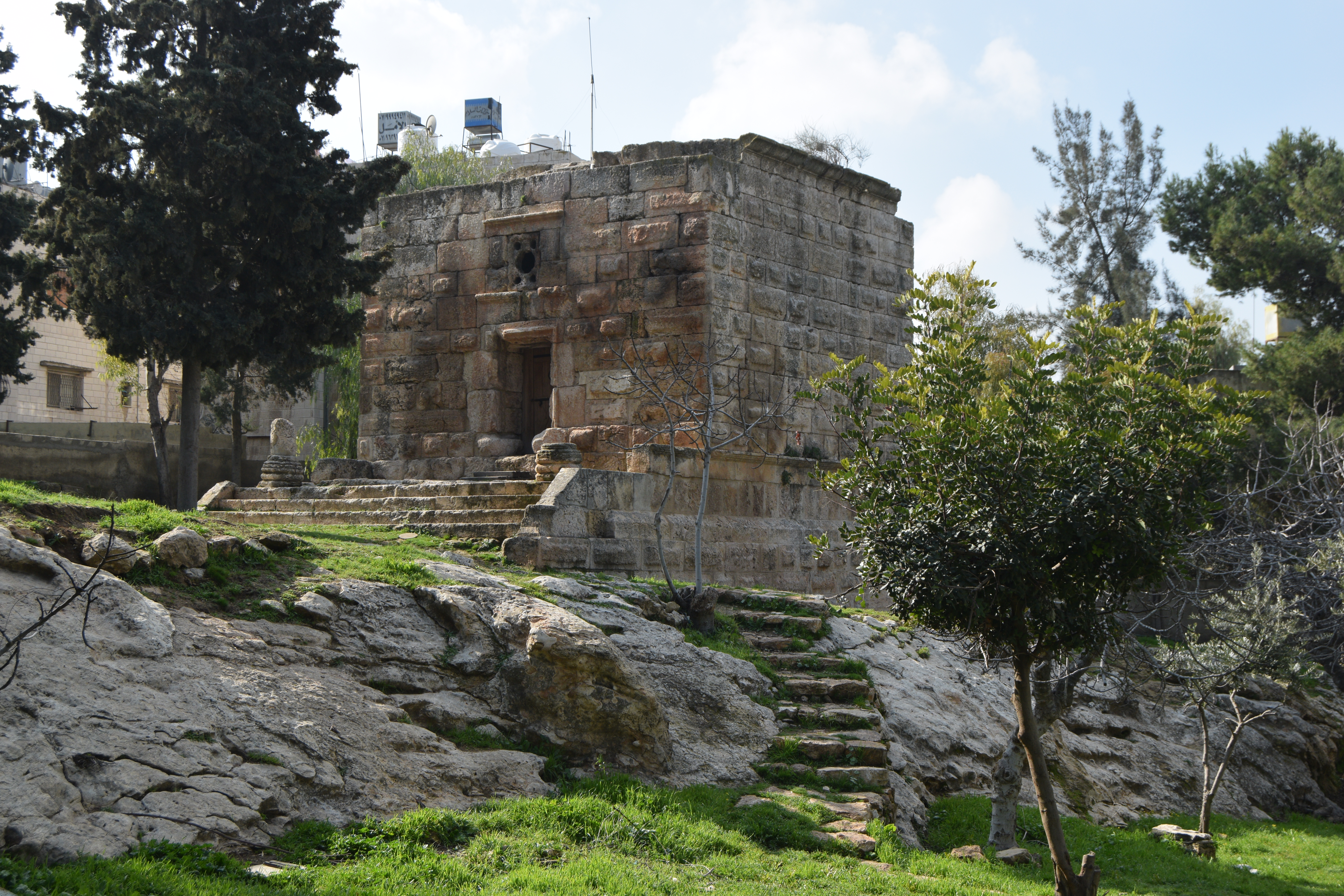
ضريح القويسمة

لواء القويسمة هو تقسم إداري ثاني يتبع محافظة العاصمة في الأردن.  كان عدد سكانه في عام 2009 حوالي 306,740 نسمة. ، أما في عام 2024 بلغ عدد سكانه  582,659 نسمة. يضم هذا  اللواء كل من المناطق التالية: منطقة القويسمة والجويدة وأبو علندا والرجيب، منطقة خريبة السوق وجاوا واليادودة، منطقة أم القصير والمقابلين.

## معالم لواء القويسمة
من أشهر معالم لواء القويسمة : 
- الجسور العشرة : جسر معلق يعود للعهد العثماني؛ وهي رائعة معمارية تمر من فوقها سكة الحديد
- كهف أصحاب الكهف : جسر معلق يعود للعهد العثماني؛ وهي رائعة معمارية تمر من فوقها سكة الحديد
- ضريح القويسمة : وهو عبارة عن قبر روماني من العهد البيزنطي ؛ يحتوي على تابوت فارغ وسقفه من الداخل يحتوي على نقوش رومانية[4]

## مراجع

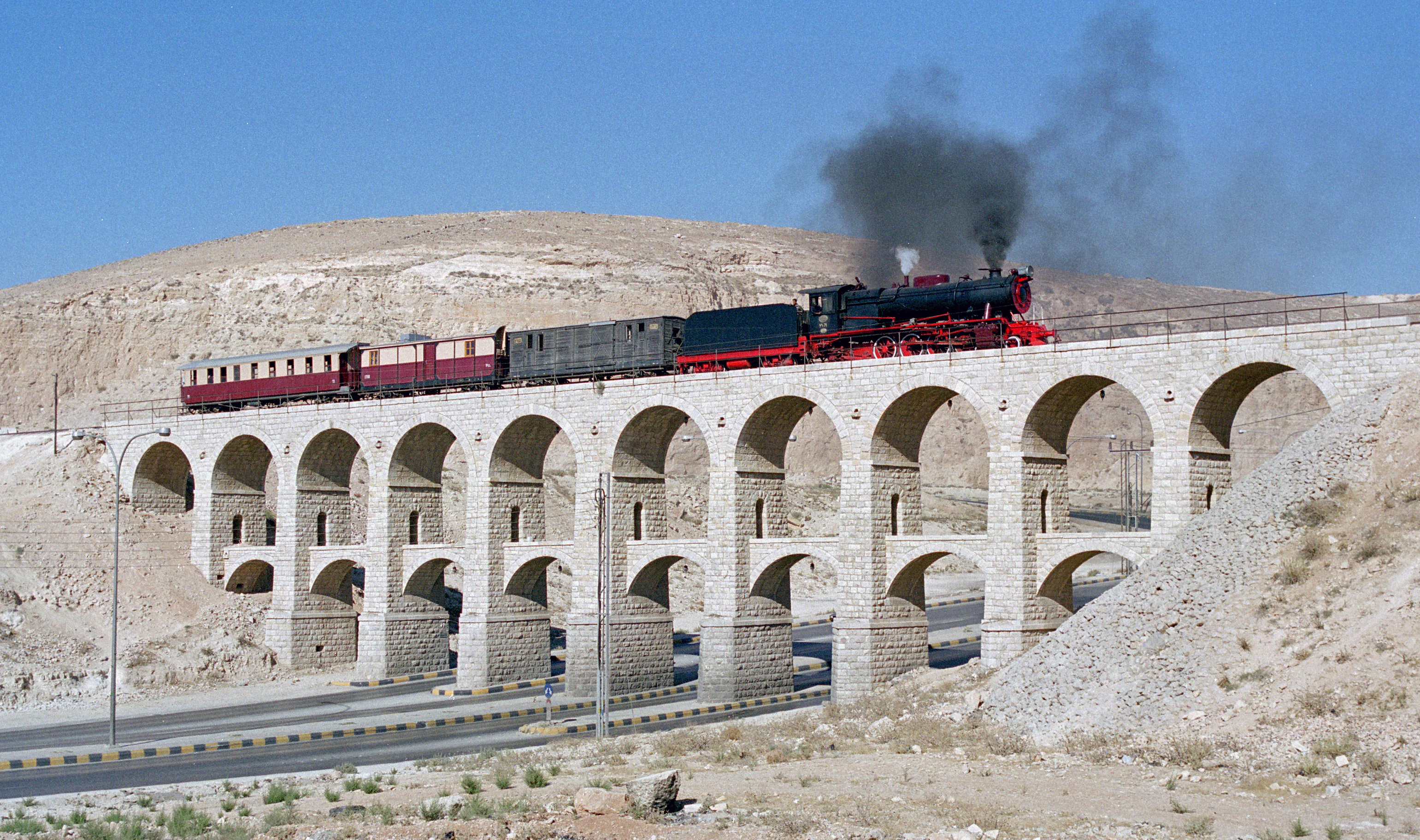
الجسور العشرة في منطقة القويسمة